# Псковски рејон
Псковски рејон (рус. Псковский район) административно-територијална је јединица другог нивоа и општински рејон на северозападу Псковске области, односно на западу европског дела Руске Федерације.
Иако се административна управа рејона налази у граду Пскову, сам град не уази у састав рејона и има статус засебне административне јединице. Према проценама националне статистичке службе Русије за 2015, на територији рејона је живело 38.612 становника или у просеку око 9,9 ст/км².

## Географија
Псковски рејон смештен је у севернозападном делу Псковске области. Обухвата територију површине 3.622 км², и по том параметру налази се на првом месту међу 24 рејона у области. Ограничен је територијам Гдовског рејона на северу, на истоку је Стругокрасњенски, на југоистоку је Порховски, а на југу Островски рејон. На југозападу и западу су Палкински и Печорски рејон. Северозападни део рејона излази на обале Псковског и Топлог језера која уједно представљају и гранична подручја према Републици Естонији.
Рељефом Псковског рејона доминира пространа Псковска низија, низијско подручје које се простире уз долину реке Великаје. Обале Псковског језера које леже на надморској висини од 31 метра уједно представљају и најниже подручје целе Псковсаке области. Псковска низија се на северу наставља на низијска подручја уз Псковско језеро, док се на истоку наставља на нешто мању Хиловску низију. Готово сва рејонска територија лежи у сливном подручју реке Великаје, а њене најзначајније притоке на територији Псковског рејона су Пскова и Черјоха (са притоком Кебом). Један мали део територије на крајњем истоку рејона припада басену реке Неве (односно језера Иљмењ) са којим је повезан преко реке Шелоњ.
Псковском рејону припадају и три мања острва у источном делу акваторије Псковског језера, архипелаг Талапских острва укупне површине 1,54 км². Архипелаг се налази на око 25 километара северозападно од Пскова и чине га три мања острва: Верхњи (површине 0,85 км²), Талапск (0,62 км²) и Талабенец (0,07 км²).
Под шумама је око 36% рејонске територије (посебно на истоку и североистоку рејона). На крајњем северу рејона, на полуострву које раздваја Чудско од Псковског језера, налази се заштићено природно подручје Ремдовског споменика природе, чији јужни део припада Псковском, а северни Гдовском рејону. Подручје око ушћа Великаје је такође под заштитом државе као део Снетогорско-муровичког споменика природе.

## Историја
Псковски рејон као општинска јединица успостављен је 1. августа 1927. године, а новоосновани рејон обухватао је територију некадашњег Псковског округа. Рејон је у почетку био део Лењинградске области, а у границама Псковске области је од њеног оснивања 1944. године. У садашњим границама је од 1963. године.

## Демографија и административна подела
Према подацима са пописа становништва из 2010. на територији рејона је живело укупно 34.323 становника, док је према процени из 2015. ту живело 38.612 становника, или у просеку 9,9 ст/км². По броју становника Псковски рејон је најнесељенија рејонска територија у области.
| 1959.  | 1970.  | 1979.  | 1989.  | 2002.  | 2010.  | 2015.   |
| ------ | ------ | ------ | ------ | ------ | ------ | ------- |
| 66.488 | 52.863 | 41.902 | 37.829 | 37.216 | 34.323 | 38.612* |

Напомена:* Према процени националне статистичке службе. 
Административна служба рејона налази се у граду Пскову, а сам град не улази у састав рејона већ административно егзистира као засебна јединица локалне самоуправе.
Према подацима са пописа из 2010. на подручју рејона постоји укупно 627 насељених места међусобно подељених у 10 трећестепених сеоских општина и на једну међунасељску територију (подручје Залитских острва). Псковски рејон је једина општинска целина у области која у свом саставу нема ни једно насељено уместо урбаног карактера.

## Култура
На подручју рејона налазе се 32 културно-историјска споменика од националног значаја. Највећи значај међу њима имају Јелеазаров манастир основан 1425. године, један од најважнијих средњовековних центара иконописа у овом делу Русије, те Крипецки манастир Светог Јована Богослова из 1485. године чији оснивач ке српски монах и светитељ Сава Крипецки. У комплексу Крипецког манастира налази се и црква посвећена српском светитељу Светом Сави.